# Super Constellation (Schachcomputer)
Super Constellation (kurz Super-Conny) ist ein Schachrechner aus den 1980er-Jahren, der in Hongkong durch den britischen Schachcomputer-Hersteller Novag Industries Ltd. gefertigt wurde. Das Schachprogramm stammt vom amerikanischen Elektroingenieur und Computerschach-Programmierer David Kittinger.
Der im Sommer 1984 erschienene Super-Constellation, ein kleines handliches Gerät mit den Abmessungen (L×B×H) 245 mm × 305 mm × 35 mm (siehe auch Foto unter Weblinks), basiert auf dem mit 3,6 MHz Taktfrequenz betriebenen 8-Bit-Mikroprozessor 6502. Seine Elo-Zahl beträgt laut SSDF-Liste 1636, nach der Wiki-Elo-Liste 1811, was der Spielstärke eines Amateurs der Klasse A beziehungsweise der eines sehr guten Vereinsspielers entspricht.
Der Super Constellation wurde bald für seine als besonders menschlich empfundene Spielweise bekannt. Als Grund dafür angesehen wurde die von Kittinger implementierte Pre-Scan-Heuristik (PSH), halb scherzhaft interpretiert als „Passt Sicher Halbwegs“. Fans nannten das Gerät (ähnlich wie das Flugzeug Lockheed Super Constellation) liebevoll ihren „Super-Conny“.